# جواز سفر جزيرة مان
جواز سفر جزيرة مان هو جواز سفر بريطاني صادر من مكتب رئيس الوزراء في حكومة جزيرة مان للمواطنين البريطانيين والتابعيين البريطانيين في جزيرة مان، لتبعيات التاج البريطاني.
تطبع جوازات سفر في المركز الرئيسي في المملكة المتحدة، وترسل مباشرة من مركز الطباعة إلى المتقدمين.